# Hardenack Otto Conrad Zinck
Hardenack Otto Conrad Zinck, auch Harnack Zink (* 2. Juli 1746 in Husum; † 15. Februar 1832 in Kopenhagen) war ein deutscher Kammermusiker, Komponist, Musikerzieher und Schriftsteller.

## Leben und Wirken
Hardenack Otto Conrad Zinck war ein Sohn des Musikers Hinrich Bernhard Zink und dessen erster Ehefrau Margaretha Krüger. Er hatte zwei Brüder und drei Schwestern, darunter den Komponisten Bendix Friedrich Zinck.
Zinck bekam von seinem Vater Unterricht in Gesang, Violine, Flöte und Klavier. Er besuchte die Lateinschule in Husum und absolvierte danach den Gehilfendienst als Stadtmusikant. 1768 zog er nach Hamburg. Dort lernte er bei Carl Philipp Emanuel Bach, sang unter dessen Leitung als Oratoriensänger und musizierte als Flötenvirtuose und Pianist.
Am 27. September 1774 heiratete Zinck in Hamburg die Sängerin Susanne Elisabeth Pontét aus Berlin (* 2. Juli 1745; † 19. April 1832 in Kopenhagen). Sie hatten zwei Töchter und vier Söhne, darunter Johann Wilhelm Ludwig (1776–1851), der Singmeister wurde, und Johann Georg Christoph (1788–1828), der ein Opernsänger war.
Gemeinsam mit seiner Frau gab Zinck 1774/76 in Hamburg Subskriptionskonzerte und Gesangsunterricht. Am 17. Dezember 1777 wechselte er als erster Flötist und Kammermusiker zur Mecklenburg-Schwerinischen Hofkapelle in Ludwigslust, an der sein Bruder bereit tätig war. Seine Frau erhielt dort 1779 eine Stelle und wurde als sehr gute Hofsängerin bekannt.
Im Dezember 1782 unternahm das Ehepaar Zinck eine Konzertreise nach Hamburg, im August 1786 traten sie in Kopenhagen auf. Daraus entwickelte sich am 25. August 1787 das Angebot an Zinck, dort als erster Accompagnist und Singmeister der königlichen Kapelle zu arbeiten. Von Ende desselben Jahres bis 1811 arbeitete er dort gemeinsam mit seiner Frau. Von 1789 bis 1801 war er als Organist an der Kopenhagener Erlöserkirche tätig. Hier publizierte er ein Choralbuch zu dem Evangelisk-kristelige Salmebog, einem aufgeklärten Gesangbuch, dessen Einführung in Dänemark letztlich nicht durchgesetzt werden konnte, und gründete mehrere Chöre. Johann Abraham Peter Schulz empfahl ihn dem Blaagaard-Lehrerseminar, an dem Zinck ab 1791 Musikunterricht gab. 1809 wurde er zum Professor ernannt. 23. Juni 1821 trat er in den Ruhestand.

## Bedeutung
Die Bedeutung Zincks in Dänemark und Schleswig-Holstein lag im Bereich der Musikerziehung. Er griff Überlegungen seines Vorbilds Johann Abraham Peter Schulz auf und beschäftigte sich mit Texten wie dem System der moralischen Religion von Karl Friedrich Bahrdt, Über den Geist der Tonkunst von  Christian Friedrich Michaelis, die Kritik der ästhetischen Urteilskraft von Immanuel Kant und die Allgemeine Geschichte der Musik von Johann Nikolaus Forkel und griff Einflüsse der Aufklärung auf.
Zinck sah die Musikerziehung der Bevölkerung als sein Ziel an und ordnete dem auch seine Karriere als Künstler unter. 1798 gründete er die „Musikudøvende Selskab“ und die „Selskabelige Syngeøvelser“, im Folgejahr das „Syngeinstitut for Kjøbenhavns Ungdom“. Es handelte sich dabei um Vorläufer von Einrichtungen, die heute das offene Singen praktizieren. Er warb mit mehreren Publikationen für sein Anliegen, schrieb dabei jedoch unbeholfen, unklar und schlecht strukturiert, was ihre Wirkung deutlich schmälerte. Dabei wechselte er im Lauf der Zeit zur dänischen Sprache. Trotz der schlechten Texte konnte er in der Musikerziehung Erfolge erzielen.
Zinck galt auch als wichtiger norddeutscher Komponist. Er schrieb in einem Vorwort zu sechs Klaviersonaten, dass er das Klavier bevorzuge, da er sich damit empfindsam-lyrisch ausdrücken könne, obwohl er eigentlich hauptsächlich Flötenspieler sei. Er komponierte, wie er auch selbst sagte, in der Nachfolge seines Vorbilds Carl Philipp Emanuel Bach und dessen Versuch über die wahre Art das Clavier zu spielen. Zu den weiteren Vorbildern zählte er Die Kunst des reinen Satzes in der Musik und die theoretischen Schriften Friedrich Wilhelm Marpurgs.